# Helgi Þorgilsson
Helgi Þorgilsson también conocido como Brodd-Helgi (n. 920) fue un bóndi y vikingo, goði de Hof, Norður-Múlasýsla, Islandia. Es el personaje principal de la Saga de Vápnfirðinga y también aparece en otras sagas islandesas. Era hijo de Þorgils Þorsteinsson y nieto de Þorsteinn Ólvirsson.
Helgi se vio envuelto en una grave disputa con otro caudillo, Geitir  Lýtingsson de Krossavík, que también era su cuñado (su esposa Halla era hermana de Geitir) y ambos iniciaron un proceso de busca de alianzas con bóndis locales (vinfengi), manteniendo la fidelidad de los que ya permanecían bajo su influencia y buscando nuevos aliados, necesarios para influir en las decisiones del Althing.
Brodd-Helgi aparece como un personaje agresivo pero astuto y con temple:
<..>un hombre alto, fuerte y de temprana madurez, apuesto e imponente, poco hablador en su juventud, terco y duro desde una edad temprana. Era astuto y caprichoso.
aunque al final pierde el control de la situación y es incapaz de asimilar sus propias restricciones. La saga le cita también como un guerrero habilidoso con las armas, valiente y sin miedo a exponerse al peligro.
La espiral de violencia y su obsesión por controlar al mayor número de bóndis, finalmente juegan en su contra ya que los presuntos candidatos le ven más como una amenaza que no un firme aliado, sobre todo tras el apoyo final de un tercer goði a su contrincante, Gudmundur Eyjólfsson, por lo que finalmente Brodd-Helgi es asesinado.
Brodd-Helgi también es conocido como padre adoptivo de Hrafnkell goði Þórisson y aparece como personaje secundario en la saga de Njal, saga Vatnsdœla, y saga Ljósvetninga.

## Herencia
Se casó en primeras nupcias hacia 944 con Halla Lýtingsdóttir (n. 921) y de esa relación tuvieron dos varones: Lýtingur (n. 945), Bjarni Brodd-Helgason y una hembra, Þórdís (n. 946); en segundas nupcias hacia 959 con Þorgerður Þorvaldsdóttir (n. 930) y tuvieron una hija, Hallbera (n. 960); y en terceras nupcias con una mujer de la que no se conoce su nombre, pero tuvo otro hijo, Sörli Helgason (n. 970).